# Ptaszkowo Wielkopolskie
Ptaszkowo Wielkopolskie – przystanek kolejowy we wsi Ptaszkowo, w woj. wielkopolskim, w Polsce.

## Ruch pasażerski
| Rok  | Wymiana pasażerska na dobę |
| ---- | -------------------------- |
| 2017 | 20-49                      |
| 2022 | 50-99                      |

Przed 1911 rokiem w Ptaszkowie zbudowano stację ładunkową. Przystanek kolejowy, którego budowa była odrzucana ze względów politycznych urządzono w połowie lat 30. XX wieku. Wiata została wybudowana dopiero po II wojnie światowej.